# Transport per canonada

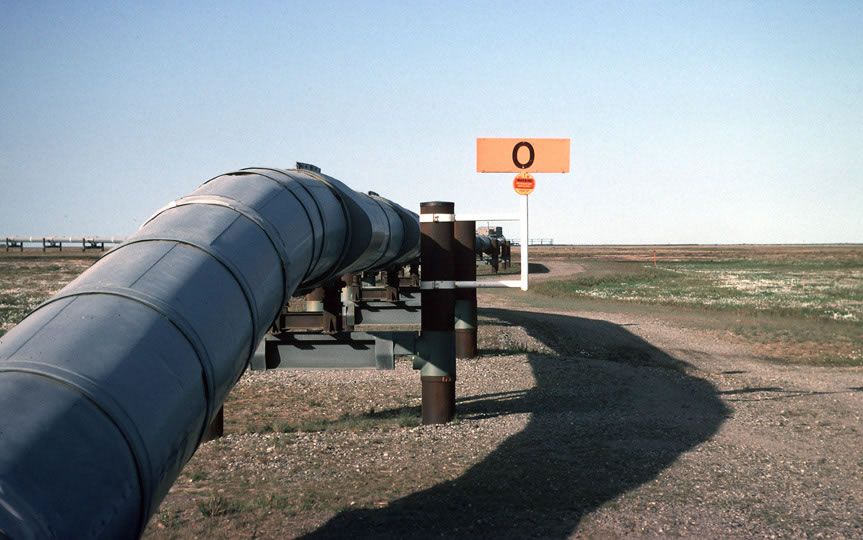
Oleoducte Trans-Alaska.

El transport per canonada és una forma de transportar gasos, líquids, sòlids o multifàsic, dirigit en general a través de les canonades que constitueixen una xarxa o un sistema de transport. El drenatge per gravetat d'efluents (aigües residuals, aigües de pluja, sistemes de clavegueram, etc) i el trànsit d'aliments (cervesa, llet, gra, etc.) mitjançant canonades poden entrar en aquesta accepció. No obstant això, els productes en general descrits com a elements que es transporten per canonada són: petroli i hidrocarburs líquids, gas natural i gas per a combustibles, i substàncies químiques.

## Història
En l'antiguitat, el 4000a.C. els egipcis empraven tubs d'argila cuita per al clavegueram, els romans ja empraven tubs de plom, en llocs puntuals dels seus aqueductes i, els xinesos empraven tubs de bambú connectats amb tela encerada per a transportar el gas natural fins als punts de consum.
Modernament, aquest tipus de transport de productes va ser proposat per primera vegada per Dmitri Mendeléiev el 1863, any en què va suggerir l'ús de canonades per al transport de petroli.

## Sistemes de transport per canonada
Segons el producte transportat, el transport per canonada rep diferents noms; els reglaments, les tècniques de construcció i de funcionament també varien.
Els principals sistemes de transport per canonada són els següents:
- El gas natural transportat per gasoductes.
- Hidrocarburs líquids, especialment petroli, transportats per oleoductes.

Hi ha molts altres productes transportats a grans distàncies que entrarien dins d'aquest tipus de transport:
- L'aigua dolça, principalment per al reg, per aqüeductes
- L'aigua salada en saumoductes
- L'oxigen en oxigenoductes
- L'hidrogen en hidrogenoductes
- L'etilè en etilenoductes

## Petroli i gas natural

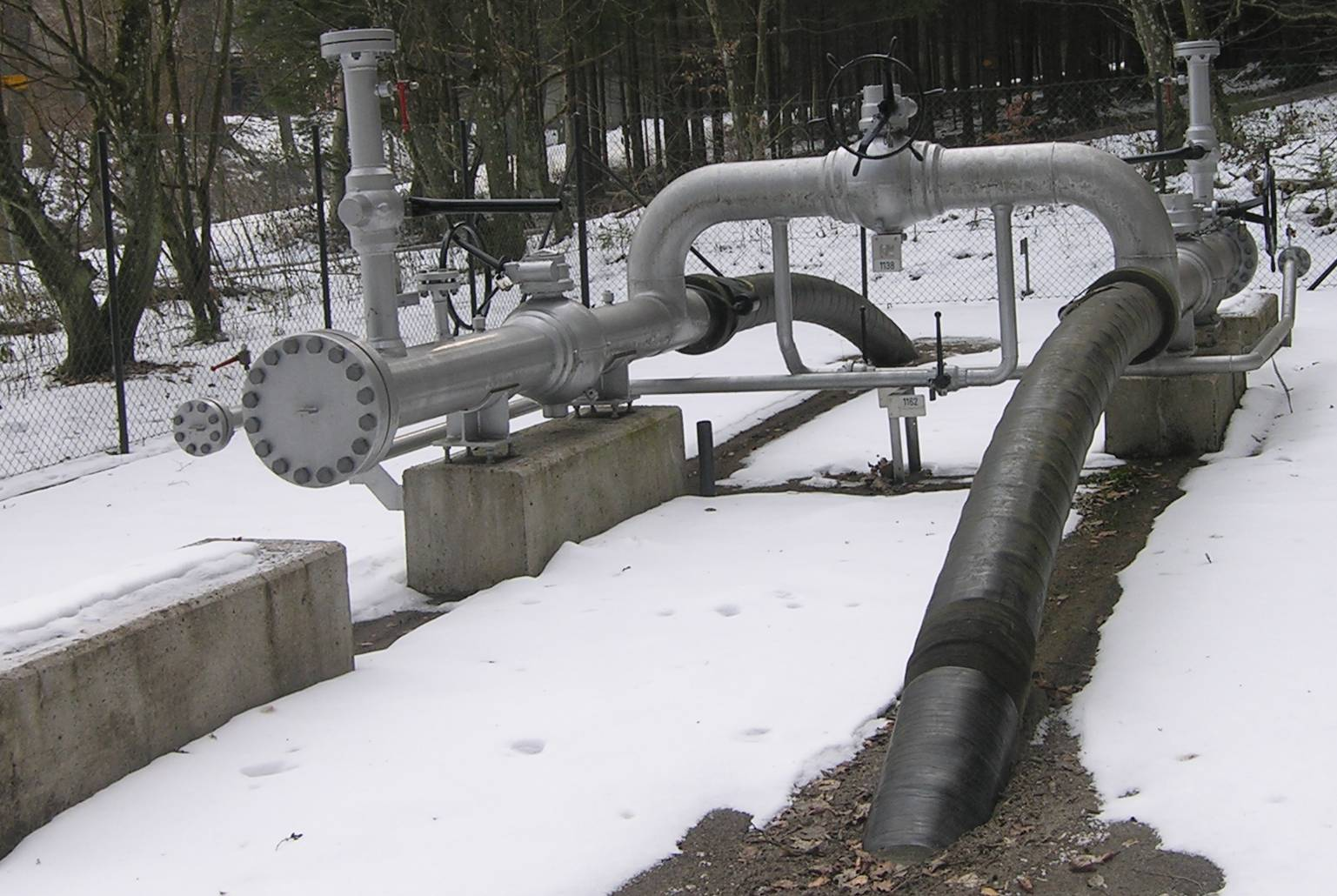
Un llançador/receptor "Pig", al gasoducte de gas natural a Suïssa.

No se sap quan es va construir el primer oleoducte de cru. Es disputa el crèdit pel desenvolupament del transport per oleoductes, amb reclams contraposats de Vladimir Shukhov i la companyia Branobel a fins del segle xix, i l'Associació de Transport de Petroli, que va construir per primera vegada un conducte de 51 mm de canonada de ferro forjat sobre una via de 9,7 km des d'un camp petrolier a Pennsilvània fins a una estació de ferrocarril a Oil Creek, a la dècada de 1860. Els oleoductes són generalment la forma més econòmica de transportar grans quantitats de petroli, productes derivats del petroli refinat o gas natural sobre terra. Per exemple, el 2014, el transport de petroli cru per oleoducte costava al voltant de $5 per barril, mentre que el transport ferroviari costava entre $10 i $15 per barril. El transport per carretera té costos encara més alts degut a la mà dobra addicional requerida; l'ocupació en oleoductes acabats representa només "l'1% del de la indústria del transport per carretera".
Als Estats Units, el 70% del petroli cru i els productes derivats del petroli s'envien per oleoducte (el 23% es realitza per vaixell, el 4% per camió i el 3% per ferrocarril). Al Canadà, per al gas natural i els productes derivats del petroli, el 97% s'envia per canonada.
El gas natural (i combustibles gasosos similars) es pressuritzen lleugerament en líquids coneguts com a Líquids de gas natural (LGN). Les petites instal·lacions de processament de NGL es poden ubicar en camps petroliers perquè el líquid de butà i propà sota una pressió lleugera de 125 lliures per polzada quadrada (860 kPa) es pugui enviar per ferrocarril, camió o canonada. El propà es pot usar com a combustible en camps petroliers per escalfar diverses instal·lacions utilitzades pels perforadors de petroli o equips i camions utilitzats al pegat de petroli. EG: El propà es convertirà de gas a líquid sota una pressió lleugera, 100 psi, més o menys depenent de la temperatura, i es bomba a automòbils i camions a menys de 125 psi (860 kPa) a les estacions detallistes. Els oleoductes i els vagons de ferrocarril utilitzen aproximadament el doble d'aquesta pressió per bombar a 250 psi (1700 kPa).

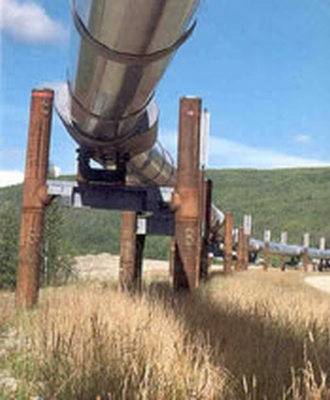
Una secció elevada de l'oleoducte d'Alaska.

La distància per enviar propà als mercats és molt més curta, ja que milers de plantes de processament de gas natural estan ubicades en camps petrolífers oa prop seu. Moltes companyies petrolieres de la conca de Bakken en camps de gas de Dakota del Nord, Montana, Manitoba i Saskatchewan separen els NGL al camp, cosa que permet als perforadors vendre propà directament a petits majoristes, eliminant el control de productes i preus de propà o butà de les grans refineries.
L'oleoducte principal més recent que va començar a operar a Amèrica del Nord és una línia de gas natural TransCanada que va cap al nord a través de la regió del Niàgara uneix amb gas d'esquist Marcellus de Pennsilvània i altres vinculats a fonts de metà o gas natural , cap a la província canadenca d'Ontario a partir de la tardor de 2012, subministrant el 16 per cent de tot el gas natural utilitzat a Ontario.

Principals gasoductes russos a Europa el 2009.

Aquest nou gas natural subministrat pels EUA desplaça el gas natural que abans s'enviava a Ontario des de l'oest de Canadà a Alberta i Manitoba, la qual cosa redueix els càrrecs d'enviament de gasoductes regulats pel govern a causa de la distància significativament més curta des de la font de gas fins al consumidor. Per evitar demores i la regulació del govern dels EUA, molts productors de petroli petits, mitjans i grans a Dakota del Nord han decidit instal·lar un oleoducte al nord del Canadà per trobar-se amb un oleoducte canadenc que transporta petroli d'oest a est. Això permet que els productors de petroli de Bakken Basin i Three Forks obtinguin preus negociats més alts pel seu petroli perquè no estaran restringits a un sol mercat majorista als EUA. La distància des del pegat de petroli més gran de Dakota del Nord, a Williston, Dakota del Nord, és a només 85 milles o 137 quilòmetres de la frontera entre el Canadà i els EUA i Manitoba. Els fons mutus i les empreses conjuntes són grans inversors en nous oleoductes i gasoductes. A la tardor del 2012, els EUA va començar a exportar propà a Europa, conegut com a GLP, ja que els preus majoristes allí són molt més alts que a Amèrica del Nord. A més, actualment s'està construint un oleoducte des de Dakota del Nord fins a Illinois, conegut com l'oleoducte d'accés de Dakota.
A mesura que es construeixen més gasoductes a Amèrica del Nord, es produeixen encara més exportacions de GNL, propà, butà i altres productes de gas natural a les tres costes dels EUA. donar una idea, la producció de petroli de la regió Bakken de Dakota del Nord ha crescut un 600% entre 2007 i 2015. Les companyies petrolieres de Dakota del Nord estan enviant enormes quantitats de petroli en vagons cisterna, ja que poden dirigir el petroli al mercat que ofereix la millor preu, i els vagons de ferrocarril es poden utilitzar per evitar un oleoducte congestionat per emportar el petroli a un oleoducte diferent per portar el petroli al mercat més ràpid oa una refineria de petroli diferent menys concorreguda. Tot i això, els oleoductes proporcionen un mitjà més econòmic de transport per volum.
Enbridge a Canadà està sol·licitant revertir un oleoducte que va d'est a oest (Línia 9) i expandir-lo i usar-lo per enviar petroli bituminós de l'oest de Canadà cap a l'est. D'un oleoducte actualment classificat de 250.000 barrils equivalents per dia, s'ampliarà entre un milió i 1,3 milions de barrils per dia. Portarà petroli occidental a refineries a Ontario, Míchigan, Ohio, Pennsilvània, Quebec i Nova York a principis de 2014. New Brunswick també refinarà part d'aquest cru de l'oest de Canadà i exportarà una mica de petroli cru i refinat a Europa des del seu ULCC de petroli de port de càrrega d'aigües profundes.
Encara que els oleoductes es poden construir sota el mar, aquest procés és econòmicament i tècnicament exigent, per la qual cosa la majoria del petroli al mar es transporta en vaixells cisterna. De manera semblant, sovint és més factible econòmicament transportar gas natural en forma de GNL; tanmateix, el punt dequilibri entre el GNL i els gasoductes dependria del volum de gas natural i la distància que recorri.

### Creixement del mercat

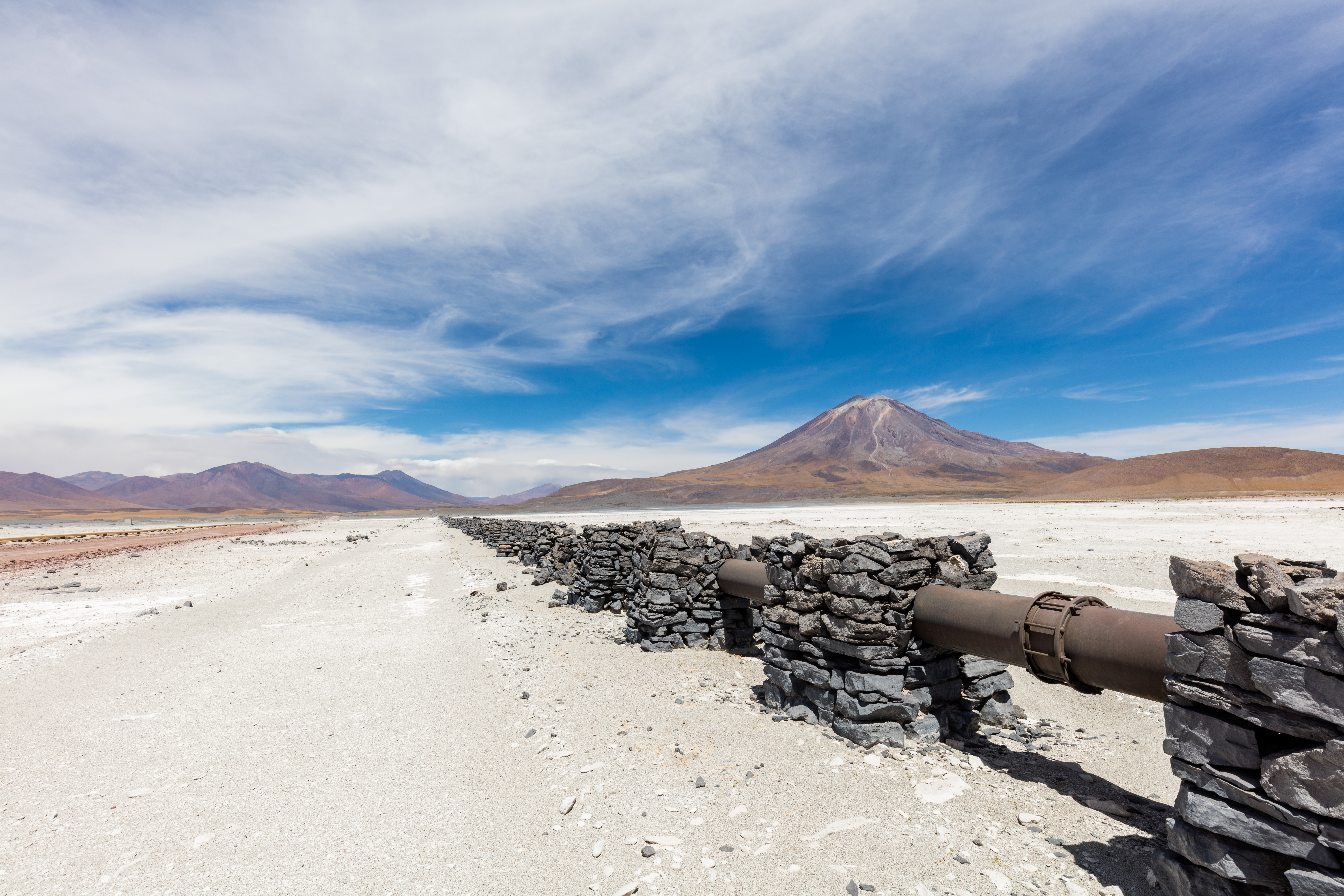
Gasoducte a la regió seca d'Antofagasta, Xile.

La mida del mercat per a la construcció d'oleoductes i gasoductes va experimentar un creixement enorme abans de la recessió econòmica del 2008. Després de vacil·lar el 2009, la demanda d'expansió i actualització d'oleoductes va augmentar l'any següent a mesura que creixia la producció d'energia. El 2012, s'estaven planificant o construint gairebé 32.000 milles d'oleoductes a l'Amèrica del Nord. Quan les canonades estan restringides, les opcions addicionals de transport de productes de canonades poden incloure l'ús d'agents reductors d'arrossegament o el transport del producte per camió o ferrocarril.

### Construcció i operació
Els oleoductes estan fets de tubs d'acer o plàstic amb un diàmetre interior típicament de 100-1220 mm. La majoria de les canonades solen estar enterrades a una profunditat d'aproximadament 0,91-1,83 m. Per protegir les canonades de l'impacte, l'abrasió i la corrosió, es fan servir una varietat de mètodes. Aquests poden incloure revestiment de fusta (listons de fusta), revestiment de formigó, protecció contra roques, polietilè d'alta densitat, encoixinat de sorra importat i màquines d'encoixinat.
El petroli cru conté quantitats variables de cera de parafina i, en climes més freds, es pot produir una acumulació de cera dins d'una canonada. Sovint, aquestes canonades s'inspeccionen i netegen mitjançant raspatge (pigging), la pràctica d'usar dispositius coneguts com a "pigs" per realitzar diverses operacions de manteniment en una canonada. Els dispositius també es coneixen com a "raspadors" o "Go-devils". Els "pigs intel·ligents" (també coneguts com a pigs "intel·ligents") s'utilitzen per detectar anomalies a la canonada, com abonyegaments, pèrdua de metall causada per corrosió, esquerdes o altres danys mecànics. Aquests dispositius es llancen des de les estacions de llançament de raspadors i viatgen a través de la canonada per ser rebuts a qualsevol altra estació aigües avall, ja sigui netejant dipòsits de cera i material que s'hagi acumulat dins de la línia o inspeccionant i registrant l'estat de la línia.
Per al gas natural, les canonades estan construïdes d'acer al carboni i varien en mida de 51-1524 mm de diàmetre, segons el tipus de canonada. El gas és pressuritzat per estacions compressores i no té olor a menys que es barregi amb un odorant de mercaptà quan així ho exigeixi una autoritat reguladora.

## Desenvolupament i planificació
Quan es construeix una canonada, el projecte de construcció no només cobreix el treball d'enginyeria civil per estendre la canonada i construir les estacions de bombament/compressió, sinó que també ha de cobrir tota la feina relacionada amb la instal·lació dels dispositius de camp que donaran suport l'operació remota.
La canonada s'enruta al llarg del que es coneix com a "dret de pas". Els gasoductes generalment es desenvolupen i construeixen utilitzant les etapes següents:
1. Temporada oberta per determinar l'interès del mercat: els clients potencials tenen l'oportunitat de contractar una part dels drets de capacitat del nou gasoducte.
2. Selecció de ruta (dret de pas)
3. Disseny de l'oleoducte: el projecte de l'oleoducte pot prendre diverses formes, inclosa la construcció d'un oleoducte nou, la conversió d'un oleoducte existent d'un tipus de combustible a un altre o millores a les instal·lacions en una ruta d'oleoducte actual.
4. Obtenció de l'aprovació: Un cop finalitzat el disseny i els primers clients del gasoducte han comprat la seva part de la capacitat, el projecte ha de ser aprovat per les agències reguladores pertinents.
5. Topografia de la ruta
6. Netejant la ruta
7. Obertura de rases: ruta principal i creus (carreteres, ferrocarril, altres canonades, etc.)
8. Instal·lació de la canonada
9. Instal·lació de vàlvules, interseccions, etc.
10. Cobrir la canonada i la rasa
11. Proves: Quan es completa la construcció, la nova canonada se sotmet a proves per garantir la seva integritat estructural. Aquests poden incloure proves hidroestàtiques i empaquetament de línia.[15]

Rússia té "Trobes d'oleoductes" com a part dels Serveis de reraguarda, que estan capacitats per construir i reparar oleoductes. Rússia és l'únic país que té tropes d'oleoductes.